# Guram Adžoev (calciatore 1995)
Guram Guramovič Adžoev (in russo Гурам Гурамович Аджоев?; trasl. angl. Guram Adzhoyev; Miskolc, 27 febbraio 1995) è un ex calciatore russo, di ruolo attaccante.

## Biografia
Suo padre Guram è stato a sua volta un calciatore professionista.

## Carriera
Ha esordito fra i professionisti il 15 maggio 2016 disputando l'incontro di Pervenstvo Futbol'noj Nacional'noj Ligi vinto 1-0 contro il Fakel Voronež.

## Statistiche
Statistiche aggiornate al 27 aprile 2019.

### Presenze e reti nei club
| Stagione        | Squadra         | Campionato      | Campionato | Campionato | Coppe nazionali | Coppe nazionali | Coppe nazionali | Coppe continentali | Coppe continentali | Coppe continentali | Altre coppe | Altre coppe | Altre coppe | Totale | Totale | Totale |
| Stagione        | Squadra         | Comp            | Pres       | Reti       | Comp            | Pres            | Reti            | Comp               | Pres               | Reti               | Comp        | Pres        | Reti        | Pres   | Reti   |        |
| --------------- | --------------- | --------------- | ---------- | ---------- | --------------- | --------------- | --------------- | ------------------ | ------------------ | ------------------ | ----------- | ----------- | ----------- | ------ | ------ | ------ |
| 2015-2016       | Arsenal Tula    | 1D              | 2          | 0          | CR              | 0               | 0               |                    | -                  | -                  |             | -           | -           | 2      | 0      |        |
| 2016-2017       | Arsenal Tula    | PL              | 1          | 0          | CR              | 0               | 0               |                    | -                  | -                  |             | -           | -           | 1      | 0      |        |
| 2017-2018       | Arsenal Tula    | PL              | 1          | 0          | CR              | 0               | 0               |                    | -                  | -                  |             | -           | -           | 1      | 0      |        |
| 2018-2019       | Arsenal Tula    | PL              | 4          | 0          | CR              | 1               | 0               |                    | -                  | -                  |             | -           | -           | 5      | 0      |        |
| Totale carriera | Totale carriera | Totale carriera | 8          | 0          |                 | 1               | 0               |                    | -                  | -                  |             | -           | -           | 9      | 0      |        |